# Świeńce (rejon elektreński)
Świeńce (lit. Švenčius) – jezioro na Litwie, w rejonie elektreńskim, 7 km na południowy zachód od Elektren. Brzegi przeważnie niskie i podmokłe, a w północno-wschodniej wysokie.